# 马格达莱娜·泽格
马格达莱娜·泽格（1491年—1568年1月16日）是一位克莱沃公国日历制作者、天文学家、占星学家。她1561年和1563年在汉堡的年历和预测被保存下来，她的日历是天文学界女性的第一批独立出版物，死后葬于科靈。